# 2013 FNSうたの夏まつり
『2013 FNSうたの夏まつり』（2013 エフエヌエスうたのなつまつり）は、フジテレビ系列で2013年7月31日 18:55 - 23:08（JST）に生放送された通算2回目の『FNSうたの夏まつり』である。

## 概要
『FNSうたの夏まつり』としては、第2回目の放送となる。今年も会場は国立代々木競技場第一体育館で4時間を超える生放送となった。
FNS歌謡祭シリーズでは史上初となる5分繰り上げの18:55開始のフライングスタートが実施された。

## 当日のステージ
今回のステージで最多出演者は、ももいろクローバーZの百田夏菜子・有安杏果・高城れにであり、SMAPの「Joy!!」を含め、7曲に参加している。 
トップバッターと大トリは、昨年と同様、SMAPが務めており、トップバッターは「SHAKE」、大トリは赤い公園の津野米咲と一部の数十組の出演アーティストとの共演で「Joy!!」を披露した。
「Joy!!」のパフォーマンスでは、バックコーラスとしてももいろクローバーZ、乃木坂46、山下智久、西川貴教、JUJU、ナオト・インティライミなど、様々なアーティストが集結した。 
SMAPの木村拓哉・稲垣吾郎・香取慎吾は、ソロでも出演してそれぞれ他のアーティストと共演した。木村拓哉は斉藤和義との共演で「ずっと好きだった」を披露、稲垣吾郎は大橋トリオとの共演で「あの素晴しい愛をもう一度」を披露、香取慎吾はナオト・インティライミとの共演で「上を向いて歩こう」を披露した。尚、同年12月4日に放送された『2013 FNS歌謡祭』では、中居正広、草彅剛も含め、5人全員がソロで出演した。 
AKB48グループ（AKB48/SKE48/NMB48）は放送当日に札幌ドームでライブをしていたため、生中継等含め一切出演していない。 
ジャニーズ事務所からはSMAP、山下智久、テゴマス、Kis-My-Ft2、Sexy Zone、A.B.C-Zの6組が出演した。山下智久、A.B.C-Zは『FNSうたの夏まつり』に初出演となった。 
ももいろクローバーZは、全出演アーティストの中で唯一、19時台・20時台・21時台・22時台の全ての時間帯に出演していた。
マツコ・デラックスは自身がファンであるモーニング娘。歌唱前に、当番組が放送された週末（同年8月3日・8月4日）に放送の自身がアシスタントとして出演する『FNS27時間テレビ』の番組宣伝を兼ねて、当番組には観覧ゲストとして出演した。 
華原朋美と浅倉大介の共演で披露した「keep yourself alive」からTRFと小室哲哉の共演で披露した「BOY MEETS GIRL」へカメラが移動する際、華原朋美と小室哲哉がニアミスする珍事が起きた。なお、同年12月4日に放送された『2013 FNS歌謡祭』で、華原朋美と小室哲哉が15年ぶりの共演を果たした。 
今回は、全82曲中60曲がコラボレーション（共演）で披露と、年末の『FNS歌謡祭』と同様で、昨年より、コラボレーション（共演）が多めで披露の番組構成だった。
演歌勢は氷川きよしと八代亜紀の2人が出演となった。

## 出演者

### 司会
- 草彅剛（当時：SMAP）
- 加藤綾子（当時：フジテレビアナウンサー）

### 出演アーティスト
- 相川七瀬
- 上妻宏光
- 浅倉大介
- アリス
- 安全地帯/玉置浩二
- E-girls
- 石井竜也
- 岩崎良美
- A.B.C-Z
- EXILE
- 大橋トリオ
- 沖仁
- 押尾コータロー
- 加藤ミリヤ
- 華原朋美
- Kis-My-Ft2
- キマグレン
- きゃりーぱみゅぱみゅ
- 清塚信也
- 久宝留理子
- 桑野信義
- 倖田來未
- 後藤次利
- 小室哲哉
- 斉藤和義
- 榊いずみ
- 榊原郁恵
- さだまさし
- 三代目 J Soul Brothers[注 5]
- GENERATIONS[注 6]
- 清水翔太
- シャ乱Q
- JUJU
- スキマスイッチ
- 杉山清貴
- 鈴木雅之
- SMAP
- Sexy Zone[注 7]
- Takamiy
- 宅間久善
- 津野米咲（赤い公園）
- TRF
- T.M.Revolution
- デーモン閣下
- D-LITE（BIGBANG）
- テゴマス
- 德永英明
- AAA
- ナオト・インティライミ
- 中川翔子
- 西野カナ
- 乃木坂46
- PUFFY
- 浜崎あゆみ
- 浜田麻里
- 氷川きよし
- 平原綾香
- BENI
- マーティ・フリードマン
- 槇原敬之
- 真心ブラザーズ
- 松本伊代
- 水木一郎
- 水樹奈々
- 宮沢和史（THE BOOM）
- 雅-MIYAVI-
- 宮本笑里
- miwa
- モーニング娘。
- ももいろクローバーZ
- 森高千里
- 八代亜紀
- 山下久美子
- 山下智久
- ゆず
- ユナク（超新星）
- 横山剣
- 和田アキ子
- 渡辺直美
- WaT

### その他のゲスト
- 小倉智昭、菊川怜 - 『とくダネ!』MC。
- マツコ・デラックス、渡辺直美 - 『FNS27時間テレビ 女子力全開2013 乙女の笑顔が明日を作る!!』キャスト。

## セットリスト
| 順番 | アーティスト                                                 | 楽曲                                                            |
| ---- | ------------------------------------------------------------ | --------------------------------------------------------------- |
| 1    | SMAP                                                         | SHAKE (1996)                                                    |
| 2    | EXILE                                                        | EXILE PRIDE 〜こんな世界を愛するため〜                          |
| 3    | miwa×ももいろクローバーZ                                     | ヒカリヘ (2012/miwa)                                            |
| 4    | アリス×テゴマス                                              | 冬の稲妻 (1977/アリス)                                          |
| 5    | アリス×デーモン閣下                                          | チャンピオン (1978/アリス)                                      |
| 6    | モーニング娘。                                               | Help me!!                                                       |
| 7    | モーニング娘。                                               | LOVEマシーン (1999)                                             |
| 8    | さだまさし×三代目 J Soul Brothers×宅間久善                   | 胡桃の日 (1976/さだまさし)                                      |
| 9    | 森高千里                                                     | 渡良瀬橋 (1993)                                                 |
| 10   | ナオト・インティライミ×香取慎吾(SMAP)                        | 上を向いて歩こう (1961/坂本九)                                  |
| 11   | 和田アキ子×MIYAVI×武田真治                                   | 古い日記 (1974/和田アキ子)                                      |
| 12   | 玉置浩二×JUJU                                                | サザン・ウインド (1984/中森明菜)                                |
| 13   | 山下久美子×乃木坂46                                          | So Young (1981/山下久美子)                                      |
| 14   | 乃木坂46                                                     | おいでシャンプー (2012)                                         |
| 15   | 加藤ミリヤ×後藤次利                                          | 慟哭 (1993/工藤静香)                                            |
| 16   | Sexy Zone                                                    | Sexy Summerに雪が降る (2012)                                    |
| 17   | 氷川きよし×ゆず                                              | きよしのズンドコ節 (2002/氷川きよし)                            |
| 18   | ゆず×氷川きよし                                              | 栄光の架橋 (2004/ゆず)                                          |
| 19   | ももいろクローバーZ                                          | 夏祭り (1990/JITTERIN'JINN)                                     |
| 20   | PUFFY                                                        | アジアの純真 (1996)                                             |
| 21   | 杉山清貴                                                     | ふたりの夏物語 (1985/杉山清貴&オメガトライブ)                   |
| 22   | 浜田麻里                                                     | Return to Myself 〜しない、しない、ナツ。 (1989)                |
| 23   | 鈴木雅之×E-girls×桑野信義                                    | め組のひと (1983/RATS&STAR)                                     |
| 24   | キマグレン×ナオト・インティライミ                            | LIFE (2008/キマグレン)                                          |
| 25   | 森高千里                                                     | 私の夏 (1993)                                                   |
| 26   | 華原朋美×浅倉大介                                            | keep yourself alive (1995/華原朋美)                             |
| 27   | TRF×小室哲哉                                                 | BOY MEETS GIRL (1994/trf)                                       |
| 28   | TRF×小室哲哉                                                 | EZ DO DANCE (1993/trf)                                          |
| 29   | 山下智久×真心ブラザーズ                                      | SUMMER NUDE (1995/真心ブラザーズ)                               |
| 30   | きゃりーぱみゅぱみゅ                                         | にんじゃりばんばん                                              |
| 31   | 玉置浩二×小池徹平(WaT)                                       | 田園 (1996/玉置浩二)                                            |
| 32   | EXILE TRIBE                                                  | BURNING UP                                                      |
| 33   | さだまさし×ももいろクローバーZ×清塚信也                      | 秋桜 (1977/山口百恵)                                            |
| 34   | 大橋トリオ×稲垣吾郎(SMAP)                                    | あの素晴しい愛をもう一度 (1971/加藤和彦と北山修)                |
| 35   | A.B.C-Z                                                      | Crazy Accel                                                     |
| 36   | Kis-My-Ft2                                                   | SHE! HER! HER! (2012)                                           |
| 37   | 倖田來未×宮本笑里                                            | 恋のつぼみ (2006/倖田來未)                                      |
| 38   | E-girls                                                      | Follow Me (2012/E-Girls)                                        |
| 39   | ATSUSHI(EXILE)×押尾コータロー×鳥山雄司                       | シェリー (1985/尾崎豊)                                          |
| 40   | ゆず德永                                                     | 夏色 (1998/ゆず)                                                |
| 41   | 榊原郁恵×乃木坂46                                            | 夏のお嬢さん (1978/榊原郁恵)                                    |
| 42   | 松本伊代×乃木坂46                                            | センチメンタル・ジャーニー (1981/松本伊代)                      |
| 43   | T.M.Revolution×氷川きよし×浅倉大介                           | HOT LIMIT (1998/T.M.Revolution)                                 |
| 44   | T.M.Revolution×水樹奈々                                      | ふたりの愛ランド (1984/石川優子とチャゲ)                        |
| 45   | 水樹奈々×中川翔子                                            | 夏の扉 (1981/松田聖子)                                          |
| 46   | 高見沢俊彦×miwa×ももいろクローバーZ                          | SWEAT&TEARS (1986/THE ALFEE)                                    |
| 47   | 山下久美子×中川翔子                                          | 赤道小町ドキッ (1982/山下久美子)                                |
| 48   | PUFFY                                                        | 渚にまつわるエトセトラ (1997)                                   |
| 49   | 宮沢和史×E-girls×乃木坂46×ももいろクローバーZ×モーニング娘。 | 風になりたい (1995/THE BOOM)                                    |
| 50   | 倖田來未×渡辺直美                                            | キューティーハニー (1973/前川陽子)                              |
| 51   | 岩崎良美×水樹奈々                                            | タッチ (1985/岩崎良美)                                          |
| 52   | 中川翔子×八代亜紀                                            | 残酷な天使のテーゼ (1995/高橋洋子)                              |
| 53   | AAA                                                          | ウィーアー! (1999/きただにひろし)                               |
| 54   | T.M.Revolution×水樹奈々×小室哲哉×浅倉大介                    | Preserved Roses (T.M.Revolution×水樹奈々)                       |
| 55   | 水木一郎×小室哲哉×浅倉大介×武田真治                          | マジンガーZ (1972/水木一郎)                                     |
| 56   | 鈴木雅之×BENI×桑野信義                                       | ランナウェイ (1980/シャネルズ)                                  |
| 57   | 西野カナ×宮本笑里                                            | 会いたくて 会いたくて (2010/西野カナ)                           |
| 58   | 相川七瀬×デーモン閣下                                        | 夢見る少女じゃいられない (1995/相川七瀬)                        |
| 59   | スキマスイッチ×西島隆弘(AAA)×ユナク(超新星)                  | 全力少年 (2005/スキマスイッチ)                                  |
| 60   | 安全地帯×德永英明×沖仁×上妻宏光×宮本笑里                     | ワインレッドの心 (1983/安全地帯)                                |
| 61   | ナオト・インティライミ×テゴマス                              | 恋する季節 (ナオト・インティライミ)                             |
| 62   | 加藤ミリヤ×清水翔太                                          | LOVE STORY                                                      |
| 63   | EXILE                                                        | Rising Sun (2011)                                               |
| 64   | ももいろクローバーZ×高見沢俊彦×マーティ・フリードマン        | 猛烈宇宙交響曲・第七楽章「無限の愛」 (2012/ももいろクローバーZ) |
| 65   | きゃりーぱみゅぱみゅ                                         | インベーダーインベーダー                                        |
| 66   | WaT×E-girls                                                  | 学園天国 (1974/フィンガー5)                                     |
| 67   | JUJU×D-LITE                                                  | やさしさで溢れるように (2009/JUJU)                              |
| 68   | 華原朋美×宮本笑里                                            | I'm proud (1996/華原朋美)                                       |
| 69   | 槇原敬之×Kis-My-Ft2                                          | どんなときも。 (1991/槇原敬之)                                  |
| 70   | 槇原敬之×TAKAHIRO・NESMITH・SHOKICHI(EXILE)                  | 遠く遠く (1992/槇原敬之)                                        |
| 71   | 石井竜也×三代目 J Soul Brothers                              | 君がいるだけで (1992/米米CLUB)                                  |
| 72   | シャ乱Q×玉置浩二×武田真治                                    | ズルい女 (1995/シャ乱Q)                                         |
| 73   | シャ乱Q×氷川きよし×宮本笑里                                  | シングルベッド (1994/シャ乱Q)                                   |
| 74   | 斉藤和義×木村拓哉(SMAP)                                      | ずっと好きだった (2010/斉藤和義)                                |
| 75   | 横山剣×和田アキ子                                            | タイガー&ドラゴン (2002/クレイジーケンバンド)                   |
| 76   | 榊いずみ×miwa                                                | 失格 (1993/橘いずみ)                                            |
| 77   | 德永英明×miwa                                                | 壊れかけのRadio (1990/德永英明)                                 |
| 78   | 久宝留理子×倖田來未                                          | 「男」 (1993/久宝留理子)                                        |
| 79   | 平原綾香×水樹奈々                                            | Jupiter (2003/平原綾香)                                         |
| 80   | 浜崎あゆみ                                                   | BLUE BIRD (2006)                                                |
| 81   | 浜崎あゆみ                                                   | evolution (2001)                                                |
| 82   | SMAP×津野米咲(赤い公園)×ALL                                  | Joy!! (SMAP)                                                    |

## スタッフ
- 制作：港浩一
- 音楽：武部聡志
- 構成：山内浩嗣
- デザイン：YUKIE WICKSON（越野幸栄）
- 美術プロデューサー：楫野淳司
- 美術進行：鈴木真吾
- 大道具：引馬幹晴、篠本匡介
- 基礎舞台：菅谷忠弘、米丸貴昭
- アートフレーム：三浦文裕、鈴木網敏
- 電飾：久光義紀、渡辺信一
- アクリル装飾：永山淳
- 視覚効果：小熊雅樹
- 生花装飾：小柳幸絵
- メイク：久保田裕子
- 楽器：島津哲也（サンフォニックス）
- LED：樋口真樹、岩瀬直孝
- モニター：戸高睦治（東京チューブ）、宇佐美良（東京チューブ）
- 技術プロデューサー／SW：米山和孝
- カメラ：馬塲義土
- 音声：中村峰子
- 映像：井上陽介
- 照明デザイン：朝倉康之（fmt）
- 照明：大野遙平、奥山大介（fmt）、鹿野功（PRG）
- 音響：松田勝治（サンフォニックス）
- クレーン：明光セレクト、ダブルビジョン、SiS、サークル、ビーノイ
- 音響効果：中田圭三（4-Legs）、星裕介（4-Legs）
- CG：瀬井貴之、山口剛、神保聡
- 電子タイトル：入船裕美
- 音楽コーディネート：長尾綾子、大滝拓見
- 振付：JUN
- 広報：加藤麻衣子
- 運営：椎名貴一（スマイルオン）
- 場内管理：石川幸二
- webマスター：鬼熊陽一郎
- TK：石原由季、平野美紀子
- 事業：行武直高
- 協力：エイベックス・ライヴ・クリエイティヴ、国立代々木競技場第一体育館、ハーフトーンミュージック
- 技術協力：fmt、共同テレビジョン、サンフォニックス、放映サービス、共立、田中電設、ネクシオン、H!BINO、バンセイ、SHURE、三穂電機、PRG
- 運営協力：キョードー東京
- respects：石田弘
- 協力プロデューサー：石川綾一、笹川正平
- 制作プロデューサー：土田芳美、宇賀神裕子
- アシスタントプロデューサー：福井倫子、湯瀬恵理子、加藤万貴
- アシスタントディレクター：早川和希
- フロアディレクター：大野悟、島田和正、後藤夏美
- 送出ディレクター：冨田哲朗
- チーフプロデューサー：きくち伸
- 演出：浜崎綾
- 制作：フジテレビバラエティ制作部／音組
- 制作著作：フジテレビ